# Marcello Fondato
Marcello Fondato (8 de enero de 1924 – 13 de noviembre de 2008) fue un director y guionista italiano. Escribió 46 películas entre 1958 y 1986. También dirigió 9 entre el año 1968 y 1986. 
Nació en Roma y murió en San Felice Circeo de un derrame cerebral a los 84 años.

## Filmografía
- Everybody Go Home (1960)
- Three Nights of Love (1964)
- I complessi (1965)
- The Protagonists (1968)
- Certo, certissimo, anzi...probabile (1969)
- Ninì Tirabusciò: la donna che inventò la mossa (1970)
- Y si no nos enfadamos  (1974)
- A mezzanotte va la ronda del piacere (1975)

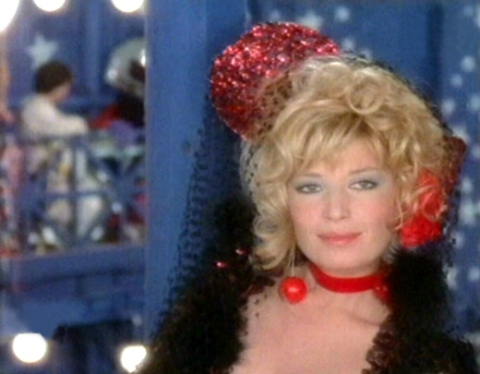
Monica Vitti en un fotograma de A mezza notte...

- The Sheriff and the Satellite Kid (1979)
- Everything Happens to Me (1980)